# Phyllanthus pulcherrimus
Phyllanthus pulcherrimus là một loài thực vật có hoa trong họ Diệp hạ châu. Loài này được Herter ex Arechav. miêu tả khoa học đầu tiên năm 1910.